# Stephen Odey
Stephen Odey, né le 15 janvier 1998 à Lagos au Nigeria, est un footballeur international nigérian, qui évolue au poste d'avant-centre au Randers FC.

## Biographie

### Débuts en club
Né à Lagos au Nigeria, Stephen Odey commence le football avec le club local du MFM FC.
Il rejoint l'Europe et la Suisse en s'engageant en 2017 avec le FC Zurich. Il débute dans le championnat suisse le 19 novembre 2017, lors d'une défaite de son équipe par deux buts à un sur la pelouse des Young Boys de Berne. Le 10 décembre de la même année, il inscrit son premier but sous ses nouvelles couleurs, contre le FC Lucerne, mais son équipe s'incline (2-1).

### KRC Genk
Le 28 juin 2019, le KRC Genk annonce le transfert de Stephen Odey en provenance du FC Zurich pour un montant estimé à 3,5 millions d'euros et un contrat courant jusqu'en juin 2024,.

### Amiens SC
Le 11 septembre 2020, Stephen Odey est prêté avec option d'achat à l'Amiens SC qui doit faire face aux départs de Serhou Guirassy et de Moussa Konaté. Il joue son premier match le jour suivant, lors d'une rencontre de Ligue 2 perdue face au Paris FC (1-2). Le 17 octobre 2020 il inscrit son premier but pour Amiens, donnant la victoire à son équipe en championnat face au Grenoble Foot 38 (1-0).

### Randers FC
Le 31 août 2021, dernier jour du mercato estival, Stephen Odey rejoint le Randers FC sous forme de prêt d'une saison. 
Il joue son premier match pour Randers le 12 septembre 2021 face au FC Copenhague. Il entre en jeu à la place de Frederik Lauenborg et son équipe s'incline (0-2 score final). Après un début de saison réussi avec son club, il voit son option d'achat levée par le Randers FC en novembre 2021 et il signe un contrat courant jusqu'en juin 2024. Il devient alors le plus gros transfert de l'histoire du club.
Le 11 janvier 2024, Odey prolonge son contrat avec le Randers FC. L'attaquant nigérian est désormais lié au club jusqu'en décembre 2025.

### En équipe nationale
Stephen Odey honore sa première sélection avec l'équipe nationale du Nigeria le 1er juin 2017, lors d'un match amical contre le Togo. Ce jour-là, il entre en jeu à la place de Elderson Echiéjilé, et son équipe s'impose par trois buts à zéro.
La même année, il reçoit deux autres sélections, contre le Bénin. Ces deux rencontres rentrent dans le cadre des éliminatoires du championnat d'Afrique des nations 2018.

## Palmarès
FC Zurich
- Vainqueur de la Coupe de Suisse en 2017-2018